# Maatsoort
De maatsoort geeft informatie over het ritme van de muziek. De maatsoort bepaalt wat de teleenheid van de maat is en hoeveel teleenheden er in een maat zitten. Daarmee is ook duidelijk hoe vaak het hoofdaccent klinkt. De maatsoort geeft ook een aanwijzing over eventuele nevenaccenten. 
Men onderscheidt enkelvoudige maatsoorten en samengestelde. De enkelvoudige maatsoorten zijn de tweedelige of tweetels- en de driedelige of drietelsmaat. Tweetelsmaten vindt men bijvoorbeeld in marsen, en drietelsmaten in walsen. Een samengestelde maatsoort is samengesteld uit twee of meer enkelvoudige maatsoorten en heeft dus vier of meer tellen in een maat. Enkelvoudige maten zijn regelmatig, samengestelde maatsoorten zijn regelmatig of onregelmatig, 
In bladmuziek geeft het maatteken aan wat de maatsoort is. Er staat een maatteken in de notenbalk bij het begin van de eerste maat en daarna steeds bij een maatwisseling. Het maatteken bestaat uit twee getallen die boven elkaar staan. Hoewel het maatteken geen breuk is, wordt het in tekst wel zo geschreven. Het bovenste getal, de "teller" geeft het aantal teleenheden in een maat aan en het onderste getal, de "noemer", welke nootwaarde de teleenheid is. De "teller" is daarbij bepalend voor het metrum. De "noemer", de eenheid, geeft slechts een indicatie van het tempo. Men moet de als breuk geschreven aanduiding van de maatsoort niet interpreteren als breuk. Een driekwartsmaat (3/4-maat of 34-maat) bestaat uit drie tellen van een kwartnoot en een 6/8-maat uit zes tellen van achtste noten. Een 3/4-maat is dus een oneven maatsoort met hoofdaccent op de eerste tel. Een 6/8-maat daarentegen is een even maatsoort, samengesteld uit twee drietelsmaten, dus met hoofdaccent op de eerste achtste tel en een nevenaccent op de vierde tel. Een 2/4-maat met twee triolen is ritmisch geheel gelijk aan een 6/8, zodat men een 6/8-maat, zeker bij hoge tempi, in tweeën telt. Genoemde hoofd- en nevenaccenten zijn overigens een theoretische standaard; hoe en of het in de praktijk wordt vormgegeven is van de componist en het muziekstuk afhankelijk. Het is ook mogelijk om de maat duidelijk te maken door de genoemde geaccentueerde noten juist zachter te spelen dan de rest of zelfs  helemaal weg te laten. 

## Geschiedenis
De maatsoort volgde geleidelijk aan de mensurale tekens op en bewoog daarmee van een aanduiding die de proporties van noten/figuren aangaf naar een aanduiding van een tijdseenheid; uit hoeveel tellen deze bestaat en welke notenwaarde die tel is. Het bestaat uit een aantal elementen die zich elk door de tijd heen ofwel uit de mensurale notatie hebben ontwikkeld of er later aan zijn toegevoegd. De hedendaagse definitie van een maatsoort bevat de volgende elementen:
1. het meten van tijdseenheden in tellen, afgebakend door maatstrepen, waarin
2. het bovenste cijfer van de maatsoort het aantal tellen weergeeft en het onderste cijfer de tel-eenheid weergeeft en waarbij
3. er metrische accenten zijn, zowel hoofd- als nevenaccenten en er
4. enkelvoudige en meervoudige typen zijn, maar er ook
5. regelmatige- en onregelmatige typen zijn.

Bij het beschrijven van de afzonderlijke punten is het goed om in gedachten te houden dat er in de Renaissance en de Barok altijd sprake was van verschillende interpretaties door verschillende mensen en scholen. Het is een bekende valkuil om opvattingen, zelfs voor musicologen, regels en gebruiken te willen voorstellen als universeel geldend. De realiteit was vaak dat een auteur, componist of theoreticus via een publicatie wel of niet navolging kreeg van anderen.

### 1. Maatstrepen
Maatstrepen bestonden al in de 16e eeuw en verschenen voor het eerst in vihuela- en luit-tabulaturen, in de 15e en 16e eeuw. Ze hebben echter een andere betekenis. In de jaren 80 van de 16e eeuw zien we de eerste strepen verschijnen die de muziek indelen op basis van een tijdseenheid. Een vroeg voorbeeld is het tractaat Scala di Musica (1585) van Orazio Scaletta, waar een paar voorbeelden zijn genoteerd, waarbij de verticale streep niet voor het scheiden van voorbeelden is bedoeld, maar om een tijdseenheid af te bakenen. 

### 2. Maatsoort-aanduiding
De maatsoort-aanduidingen kwamen geleidelijk aan in de plaats van de mensurale tekens. Laatstgenoemden waren O of C, Φ en ₵, al dan niet met een stip in het midden van het symbool. Hier bleven in de 17e eeuw nog de C en de ₵ van over. In het mensurale systeem stonden alle noten in verband met de tactus, de afmeting van tijdseenheden, vanaf +/- 1500 vaak aangegeven door de op- en neergaande beweging van de hand. Franchinus Gaffurius schrijft in zijn Practica musice (1496):
Want net als van de menselijke hartslag een tijdseenheid is die verdeeld is in 2 bewegingen ... op dezelfde manier wordt een semibreve verdeeld in 2 bewegingen.
De muziek van de 15e en 16e eeuw had eigenlijk altijd een tactus die, naar men in de traktaten heeft ontdekt, zo tussen de MM60 en de MM80 zit. Vaak wordt de hartslag als referentie genoemd, al is dat in de praktijk niet houdbaar. De verschillen in tempi van de diverse soorten muziek namen aan het eind van de 16e eeuw in verscheidenheid toe. Uitvoerders raakten gewend aan het lezen van kleinere nootwaarden, om diverse redenen, en geleidelijk aan werden kleinere notenwaarden geschikter bevonden als tel-eenheid. De tactus werd vaak met de hand, een stok of rol papier gedirigeerd, maar bij een bepaald tempo wordt het onplezierig snel en wordt het verleidelijk om met het dirigeren over te gaan op halve snelheid. 

Er ontstonden vervolgens twee stromingen van hoe de C en de ₵ zich tot elkaar verhielden: de ene groep was van mening dat de tactus altijd gelijk stond aan een vaste nootwaarde, en de ₵ twee keer zo snel moest gaan als de C. De andere stroming was, kort samengevat, dat dit niet zo exact was. Johann Gottfried Walther, de achteroom-zegger van J.S. Bach, benoemt deze scholen nog in zijn Praecepta der musicalischen Composition uit 1708. De discussie was dus zelfs in Bachs tijd nog relevant. In sommige muziek werden echter voor hetzelfde stuk soms beide aanduidingen gebruikt. En dit verschil in interpreteren gaat eigenlijk op voor alle aspecten van de maatsoort-aanduiding: er zijn boeken mee te vullen over hoeveel opvattingen er waren over hoe maatsoorten en tempi aan elkaar gerelateerd waren. Alexander Malcolm, een Engelse theoreticus uit de barok, legde een grotere nadruk op tempo met Italiaanse tempo-bewoordingen dan op maat-aanduidingen en schreef er in A treatise of musick; speculative, practical and historical (Edinburgh, 1721) iets over: 

Omdat de Italiaanse composities de standaard en het model zijn van het betere soort muziek, zal ik de woorden uitleggen waarmee ze hun bewegingen aangeven, en die over het algemeen door iedereen worden gebruikt om hen na te volgen: ze hebben 6 gangbare onderscheidingen in tempogebruik, uitgedrukt door deze woorden: grave, adagio, largo, vivace, allegro, presto, en soms prestissimo.

Naast de tekens C en de ₵ werden er ook enkelvoudige cijfers gebruikt en combinaties van mensurale tekens en de modernere tekens. Over het algemeen werd ₵ echter wel geacht voor een snellere uitvoering te staan dan C, al moet men het per bron bekijken, want er zijn uitzonderingen. Kirnberger (zelfverklaard Bach-leerling) geeft bijvoorbeeld in zijn Die Kunst des reinen Satzes in der Musik het volgende aan: 
C en 12/8 geven een levendiger tempo en uitvoering aan dan ₵ en kunnen zestiende noten bevatten. 
Ook zijn de meeste bronnen uit de 17e en 18e eeuw het er wel over eens dat wanneer de maatsoort als breuk geschreven wordt, een grotere noemer een sneller tempo betekent. Een 3/8 gaat iets sneller dan een 3/4.

Zoals gezegd waren er naast de C en ₵ ook enkelvoudige cijfers. Zo'n '2' of '3' werd ook op vele verschillende manieren geïnterpreteerd. Sommige theoretici en componisten verbonden het aan een tempo dat anders was dan de C en ₵. Het teken '2' werd overgenomen van de verkleining 2/1 door Franse musici en werd voornamelijk door hen gebruikt. Wanneer het buiten Frankrijk wordt aangetroffen, identificeert het de Franse stijl. Soms werd het als equivalent voor C of ₵ gebruikt, maar er is van Lully een partij bekend waarin in één balk alle drie de aanduidingen voorkomen, die daarmee wellicht bij hem toch drie verschillende tempi betekenen. Daniel Merck (1657-1717) beschrijft de tweedelige tact als volgt: 
De tact, die in vier delen wordt geteld, wordt aangeduid door de volgende tekens: (1) C, (2) ₵ (3) 2. Als het teken is zoals nummer 1, wordt de tact in vier langzame delen geslagen. Als het teken is zoals nummer 2, is hij twee keer zo snel, zoals wanneer de Italianen "alla breve" aangeven, en de op- en neerslag van de maat wordt gegeven in twee delen, die kunnen worden verdeeld in vier kwartnoten. Als het teken is zoals nummer 3, wordt de tact iets langzamer geslagen dan bij nummer 2.
 Het Duitse woord Tact is niet altijd te vertalen als maatsoort. Het lijkt op de term tactus en wordt vaak voor beide gebruikt. Dit is bijvoorbeeld te zien in geschriften zoals genoemde Praecepta der musicalischen Composition (1708) van J.G. Walther, waarin zowel de hedendaagse notatie (dus met bijvoorbeeld maatstrepen) als de oude 16e-eeuwse muziek (zonder maatstrepen) wordt gerelateerd aan het woord Tact. Combinaties van breuken en mensurale tekens, zoals O 2/3, kwamen veel voor en werden bijvoorbeeld gebruikt om het tempo aan te geven. Wolfgang Caspar Printz schrijft: 
De tekens die de snelheid of traagheid van de tactus aangeven, worden "signa quantitatis mensuralis" genoemd, en er zijn er vier van: C, ₵, Φ of ʘ. Het eerste duidt op een zeer langzame tact, het tweede op een gemiddelde, het derde op een snelle en het vierde op een zeer snelle tact. De laatste twee zijn in onbruik geraakt, maar het zou wenselijk zijn als ze nog steeds in gebruik waren.
 De tekens O en ʘ raakten in onbruik in de loop van de 17e eeuw, terwijl de C en ₵ bleven.

### 3. Metrische accenten
De hedendaagse definitie van maatsoort houdt verband met hoofd- en nevenaccenten. Het groeperen van tellen hoeft echter niet per se door accenten tot stand gebracht te worden, iets wat in feite een dynamisch middel is en door sommigen als een vorm van articulatie wordt gezien. Een wals, waarbij de eerste kwartnoot door een basnoot wordt gespeeld en de overige twee kwarten door twee hogere akkoorden, heeft ook een groepering waarbij de maatsoort duidelijk wordt. Een akkoordschema, waarbij om de twee tellen een nieuw akkoord verschijnt, geeft ook een groepering. Een herhalend dansritme, zoals een tango, samba etc. idem dito.

Het is een veelvoorkomend anachronisme om op vroegere perioden het idee te projecteren dat door maatsoorten toen ook al hoofd- en nevenaccenten werden benadrukt zoals dat tegenwoordig wel gedaan wordt met dynamische accenten. Volgens musicoloog George Houle is het volgende citaat van Charles Butler uit The Principles of Musik (London, 1636), pagina 26, wellicht de eerste keer dat een metrische groepering wordt gekoppeld aan het accent.  
Let op dat de zwarte halve noot in een verhouding van zes tegen één staat, wat 1/2 van een dubbele halve noot is, en de achtste noot in een verhouding van drie tegen één staat, wat 1/2 van een drievoudige halve noot is; ze zijn beide, als één vorm, en ook qua tijdsduur, gelijk; er gaan 6 van elke soort naar een halve noot; maar er is een verschil, namelijk dat van de zes zwarte halve noten de vierde begint bij de opwaartse beweging van de hand en daarom opvallender wordt geaccentueerd.
 Het is echter niet helemaal overtuigend, want dit accent kan ook het gevolg zijn van het feit dat er doorgaans meer noten inzetten op deze tel, harmonische veranderingen vooral optreden op deze tel, klemtonen in de tekst vaak op dit soort plaatsen worden gelegd en dergelijke.  

 In Renaissance- en Vroegbarokke verhandelingen is bijna niets te vinden over het accentueren van bepaalde tellen, omdat dit automatisch met de maatsoort in verband zou staan. Accentueringen van de eerste tel waren er natuurlijk wel. De eerste tel van de maat werd aangegeven door de neergaande handbeweging, die de tactus aangaf, de thesis. Bij het componeren van vocale muziek dienden componisten de klemtoon van de gebruikte woorden af te stemmen op de plaatsen waar de thesis en arsis vielen. Ook het gebruik van afstreek (die zwaarder klinkt dan de opstreek) bij de violen, de plaats waar de harmonie verandert en de basso-continuo-akkoorden werden gespeeld, zijn voorbeelden van elementen die bijdroegen aan het verkrijgen van zwaardere en minder zware maatdelen. Het idee van maataccenten die de subtielere vormen van accentuering vervingen vond in de tweede helft van de 18e eeuw plaats. George Houle beschrijft het mooi: "The change from predominantly quantitative to accentual articulation was gradual". Hij gebruikt dus het woord kwantitatieve articulatie, verwijzend naar het gebruik van accenten die voortkomen uit het gebruik van de tekst of instrumentale speeltechniek. Het vervangen van de kwantitatieve accentuering door metrische accenten zien we vrij laat gebeuren en wordt door deze vroege bron weergegeven: John Wall Callcott, A musical grammar (London, 1806), para. 81, p. 41: 
De maten zijn niet alleen nuttig om een deel in gelijke stukjes te verdelen, maar ook om aan te geven op welke noten de nadruk moet worden gelegd. De maten van de 4/4-maatsoort zijn verdeeld in vier delen; van deze delen krijgen het eerste en derde de nadruk, terwijl het tweede en vierde geen nadruk krijgen. In de loop van dit werk worden de genoemde geaccentueerde delen aangeduid als sterke delen en de ongeaccentueerde als zwakke delen van de maat.

Er waren echter ook componisten die waarschuwden voor een al te automatische benadrukking van de zware maatdelen. Geminiani schrijft in 1751 in The art of playing on the violin: 
Dus, bij het spelen van verdeelde noten, als je door je manier van strijken een speciale nadruk legt op de noot aan het begin van elke maat, zodat deze overheersend wordt ten opzichte van de rest, verander je en bederf je de ware sfeer van het stuk. Tenzij de componist het bedoeld heeft en waar het altijd is aangegeven, zijn er maar heel weinig gevallen waarin het niet erg onaangenaam is.

### 4. Enkelvoudige en meervoudige maatsoorten
Ook met betrekking tot de indeling in enkelvoudige en samengestelde maatsoorten is er een enorme verscheidenheid aan opvattingen. De Elements (1696) van Etienne Loulié (1654-1702) is misschien het eerste traktaat dat categorieën voor maattekens baseert op het aantal en het soort slagen in de maat. Dit werd de methode waarmee bijna alle 18e-eeuwse theoretici de notatie van maatsoorten classificeerden. De hier volgende classificaties gaan uit van de hedendaagse standaard.  
Enkelvoudige maatsoorten hebben geen nevenaccenten. Het zijn maatsoorten met twee of drie tellen, maar ook maatsoorten met vier tellen kunnen enkelvoudig zijn.
| Aantal delen | Onderverdeling | Voorbeelden van maatsoorten | Andere notatie | Voorbeelden van gebruik        |
| ------------ | -------------- | --- | --- | ------------------------------ |
| Enkelvoudig  | Twee (binair)  | << \relative { \omit Staff.Clef \override Staff.BarLine.color = #(rgb-color 0.972 0.976 0.98) \override Staff.BarLine.hair-thickness = #8 \time 2/2 \numericTimeSignature \set Timing.measureLength = #(ly:make-moment 1/8) s8 \bar ""} >>                                           | << \relative { \omit Staff.Clef \override Staff.BarLine.color = #(rgb-color 0.972 0.976 0.98) \override Staff.BarLine.hair-thickness = #8 \time 2/2 \defaultTimeSignature \set Timing.measureLength = #(ly:make-moment 1/8) s8 \bar ""} >> |                                |
| Enkelvoudig  | Twee (binair)  | << \relative { \omit Staff.Clef \override Staff.BarLine.color = #(rgb-color 0.972 0.976 0.98) \override Staff.BarLine.hair-thickness = #8 \time 2/4 \set Timing.measureLength = #(ly:make-moment 1/8) s8 \time 2/8 \set Timing.measureLength = #(ly:make-moment 1/8) s8 \bar ""} >>  | |                                |
| Enkelvoudig  | Drie (ternair) | << \relative { \omit Staff.Clef \override Staff.BarLine.color = #(rgb-color 0.972 0.976 0.98) \override Staff.BarLine.hair-thickness = #8 \time 3/4 \set Timing.measureLength = #(ly:make-moment 1/8) s8 \bar "" } >>                                                                | | Wals Mazurka Menuet Levenslied |
| Enkelvoudig  | Drie (ternair) | << \relative { \omit Staff.Clef \override Staff.BarLine.color = #(rgb-color 0.972 0.976 0.98) \override Staff.BarLine.hair-thickness = #8 \time 3/2 \set Timing.measureLength = #(ly:make-moment 1/8) s8 \time 3/8 \set Timing.measureLength = #(ly:make-moment 1/8) s8 \bar "" } >> | |                                |

## Samengestelde maatsoorten
Een samengestelde maatsoort is samengesteld uit twee of meer enkelvoudige maatsoorten en heeft dus vier of meer tellen in een maat. De eerste tel van het eerste deel van de samengestelde maat heeft het hoofdaccent, de eerste tel van de volgende delen van de maat heeft een nevenaccent.

### Samengestelde maatsoorten met driedelige onderverdeling
Samengestelde maatsoorten met driedelige of ternaire onderverdeling zijn maten waarvan het bovenste getal van de maatsoort een veelvoud is van drie, dus 6, 9, 12, 15, 18, 24, enzovoorts. 
Musici tellen deze maten vaak niet per tel, maar per drie tellen. Een verschil is dat een tweekwartsmaat een accent heeft, en een zesachtstemaat een hoofdaccent op de eerste tel en een nevenaccent op de vierde tel heeft. Hetzelfde is herkenbaar tussen een driekwartmaat en een negenachtstemaat. De negenachstemaat wordt dan in drieën geteld en heeft daardoor nevenaccenten op de vierde en de zevende tel, terwijl de driekwartsmaat alleen een hoofdaccent heeft op de eerste tel. Dat maakt dat muziek in driekwartsmaat geschikt is als begeleiding voor een wals, terwijl muziek in negenachtste maat daar  veel minder geschikt voor is.
| Aantal delen            | Onderverdeling | Voorbeelden van maatsoorten |
| ----------------------- | -------------- | --- |
| Tweedelig (binair)      | Drie (ternair) | << \relative { \omit Staff.Clef \override Staff.BarLine.color = #white \override Staff.BarLine.hair-thickness = #8 \time 6/4 \set Timing.measureLength = #(ly:make-moment 1/8) s8 \time 6/8 \set Timing.measureLength = #(ly:make-moment 1/8) s8 \time 6/16 \set Timing.measureLength = #(ly:make-moment 1/8) s8 \bar "" } >>                        |
| Driedelig (ternair)     | Drie (ternair) | << \relative { \omit Staff.Clef \override Staff.BarLine.color = #(rgb-color 0.972 0.976 0.98) \override Staff.BarLine.hair-thickness = #8 \time 9/4 \set Timing.measureLength = #(ly:make-moment 1/8) s8 \time 9/8 \set Timing.measureLength = #(ly:make-moment 1/8) s8 \time 9/16 \set Timing.measureLength = #(ly:make-moment 1/8) s8 \bar "" } >> |
| Vierdelig (quarternair) | Drie (ternair) | << \relative { \omit Staff.Clef \override Staff.BarLine.color = #(rgb-color 0.972 0.976 0.98) \override Staff.BarLine.hair-thickness = #8 \time 12/8 \set Timing.measureLength = #(ly:make-moment 1/8) s8 \bar "" } >> |

## Regelmatige maatsoorten
Bij regelmatige maatsoorten is de tijd tussen de accenten regelmatig. 
| Aantal delen            | Onderverdeling | Voorbeelden van maatsoorten | Andere notatie | Voorbeelden van gebruik |
| ----------------------- | -------------- | --- | --- | ----------------------- |
| Tweedelig (binair)      | Twee (binair)  | << \relative { \omit Staff.Clef \override Staff.BarLine.color = #(rgb-color 0.972 0.976 0.98) \override Staff.BarLine.hair-thickness = #8 \time 4/4 \numericTimeSignature \set Timing.measureLength = #(ly:make-moment 1/8) s8 \bar "" } >>                                          | << \relative { \omit Staff.Clef \override Staff.BarLine.color = #(rgb-color 0.972 0.976 0.98) \override Staff.BarLine.hair-thickness = #8 \time 4/4 \defaultTimeSignature \set Timing.measureLength = #(ly:make-moment 1/8) s8 \bar "" } >> | Mars                    |
| Tweedelig (binair)      | Twee (binair)  | << \relative { \omit Staff.Clef \override Staff.BarLine.color = #(rgb-color 0.972 0.976 0.98) \override Staff.BarLine.hair-thickness = #8 \time 4/2 \set Timing.measureLength = #(ly:make-moment 1/8) s8 \time 4/8 \set Timing.measureLength = #(ly:make-moment 1/8) s8 \bar "" } >> | |                         |
| Vierdelig (quarternair) | Twee (binair)  | << \relative { \omit Staff.Clef \override Staff.BarLine.color = #(rgb-color 0.972 0.976 0.98) \override Staff.BarLine.hair-thickness = #8 \time 8/4 \set Timing.measureLength = #(ly:make-moment 1/8) s8 \bar "" } >>                                                                | |                         |

## Onregelmatige maatsoorten
Bij onregelmatige maatsoorten is de tijd tussen de accenten niet steeds gelijk. Onregelmatige maatsoorten zijn altijd samengesteld. Onregelmatige maatsoorten worden veel gebruikt in Bulgaarse volksmuziek, bijvoorbeeld 22/16. In grote delen van de Balkan komt een zevenachtste maat veel voor. Ook in de jazz zijn onregelmatige maatsoorten gebruikelijk.

### Combinaties van binair en ternair
Combinaties van binair en ternair, zoals 2+3, 3+2+2, 2+3+2+2. Dit worden ook Aksakritme's genoemd.
| Aantal delen           | Onderverdeling | Voorbeelden van maatsoorten | Andere notaties | Voorbeelden van gebruik                                     |
| ---------------------- | -------------- | --- | --- | ----------------------------------------------------------- |
| Tweedelig (binair)     | Twee en drie   | << \relative { \omit Staff.Clef \override Staff.BarLine.color = #(rgb-color 0.972 0.976 0.98) \override Staff.BarLine.hair-thickness = #8 \time 5/4 \set Timing.measureLength = #(ly:make-moment 1/8) s8 \bar "" } >>   | << \relative { \omit Staff.Clef \override Staff.BarLine.color = #(rgb-color 0.972 0.976 0.98) \override Staff.BarLine.hair-thickness = #8 \compoundMeter #'((2 3 4)) \set Timing.measureLength = #(ly:make-moment 1/8) s8 \compoundMeter #'((3 2 4)) \set Timing.measureLength = #(ly:make-moment 1/8) s8 \bar "" } >> | Take Five van Dave Brubeck                                  |
| Tweedelig (binair)     | Twee en drie   | << \relative { \omit Staff.Clef \override Staff.BarLine.color = #(rgb-color 0.972 0.976 0.98) \override Staff.BarLine.hair-thickness = #8 \time 5/8 \set Timing.measureLength = #(ly:make-moment 1/8) s8 \bar "" } >>   | << \relative { \omit Staff.Clef \override Staff.BarLine.color = #(rgb-color 0.972 0.976 0.98) \override Staff.BarLine.hair-thickness = #8 \compoundMeter #'((2 3 8)) \set Timing.measureLength = #(ly:make-moment 1/8) s8 \compoundMeter #'((3 2 8)) \set Timing.measureLength = #(ly:make-moment 1/8) s8 \bar "" } >> |                                                             |
| Driedelig (ternair)    | Twee en drie   | << \relative { \omit Staff.Clef \override Staff.BarLine.color = #(rgb-color 0.972 0.976 0.98) \override Staff.BarLine.hair-thickness = #8 \time 7/4 \set Timing.measureLength = #(ly:make-moment 1/8) s8 \bar "" } >>   | << \relative { \omit Staff.Clef \override Staff.BarLine.color = #(rgb-color 0.972 0.976 0.98) \override Staff.BarLine.hair-thickness = #8 \compoundMeter #'((2 2 3 4)) \set Timing.measureLength = #(ly:make-moment 1/8) s8 \compoundMeter #'((2 3 2 4)) \set Timing.measureLength = #(ly:make-moment 1/8) s8 \compoundMeter #'((3 2 2 4)) \set Timing.measureLength = #(ly:make-moment 1/8) s8 \bar "" } >> | All You Need Is Love van de Beatles en Money van Pink Floyd |
| Driedelig (ternair)    | Twee en drie   | << \relative { \omit Staff.Clef \override Staff.BarLine.color = #(rgb-color 0.972 0.976 0.98) \override Staff.BarLine.hair-thickness = #8 \time 7/8 \set Timing.measureLength = #(ly:make-moment 1/8) s8 \bar "" } >>   | | Aksakritmiek in de Balkan                                   |
| Driedelig (ternair)    | Twee en drie   | << \relative { \omit Staff.Clef \override Staff.BarLine.color = #(rgb-color 0.972 0.976 0.98) \override Staff.BarLine.hair-thickness = #8 \time 7/16 \set Timing.measureLength = #(ly:make-moment 1/8) s8 \bar "" } >>  | |                                                             |
| Driedelig (ternair)    | Twee en drie   | << \relative { \omit Staff.Clef \override Staff.BarLine.color = #(rgb-color 0.972 0.976 0.98) \override Staff.BarLine.hair-thickness = #8 \time 8/8 \set Timing.measureLength = #(ly:make-moment 1/8) s8 \bar "" } >>   | << \relative { \omit Staff.Clef \override Staff.BarLine.color = #(rgb-color 0.972 0.976 0.98) \override Staff.BarLine.hair-thickness = #8 \compoundMeter #'((2 3 3 8)) \set Timing.measureLength = #(ly:make-moment 1/8) s8 \compoundMeter #'((3 2 3 8)) \set Timing.measureLength = #(ly:make-moment 1/8) s8 \compoundMeter #'((3 3 2 8)) \set Timing.measureLength = #(ly:make-moment 1/8) s8 \bar "" } >> |                                                             |
| Vierdelig (quaternair) | Twee en drie   | << \relative { \omit Staff.Clef \override Staff.BarLine.color = #(rgb-color 0.972 0.976 0.98) \override Staff.BarLine.hair-thickness = #8 \time 9/8 \set Timing.measureLength = #(ly:make-moment 1/8) s8 \bar "" } >>   | << \relative { \omit Staff.Clef \override Staff.BarLine.color = #(rgb-color 0.972 0.976 0.98) \override Staff.BarLine.hair-thickness = #8 \compoundMeter #'((2 2 2 3 8)) \set Timing.measureLength = #(ly:make-moment 1/8) s8 \compoundMeter #'((2 2 3 2 8)) \set Timing.measureLength = #(ly:make-moment 1/8) s8 \bar "" } >> · << \relative { \omit Staff.Clef \override Staff.BarLine.color = #(rgb-color 0.972 0.976 0.98) \override Staff.BarLine.hair-thickness = #8 \compoundMeter #'((2 3 2 2 8)) \set Timing.measureLength = #(ly:make-moment 1/8) s8 \compoundMeter #'((3 2 2 2 8)) \set Timing.measureLength = #(ly:make-moment 1/8) s8 \bar "" } >> |                                                             |
| Vierdelig (quaternair) | Twee en drie   | << \relative { \omit Staff.Clef \override Staff.BarLine.color = #(rgb-color 0.972 0.976 0.98) \override Staff.BarLine.hair-thickness = #8 \time 10/8 \set Timing.measureLength = #(ly:make-moment 1/8) s8 \bar "" } >>  | << \relative { \omit Staff.Clef \override Staff.BarLine.color = #(rgb-color 0.972 0.976 0.98) \override Staff.BarLine.hair-thickness = #8 \compoundMeter #'((3 3 2 2 8)) \set Timing.measureLength = #(ly:make-moment 1/8) s8 \compoundMeter #'((3 2 3 2 8)) \set Timing.measureLength = #(ly:make-moment 1/8) s8 \compoundMeter #'((3 2 2 3 8)) \set Timing.measureLength = #(ly:make-moment 1/8) s8 \bar "" } >> · << \relative { \omit Staff.Clef \override Staff.BarLine.color = #(rgb-color 0.972 0.976 0.98) \override Staff.BarLine.hair-thickness = #8 \compoundMeter #'((2 3 3 2 8)) \set Timing.measureLength = #(ly:make-moment 1/8) s8 \compoundMeter #'((2 3 2 3 8)) \set Timing.measureLength = #(ly:make-moment 1/8) s8 \compoundMeter #'((2 2 3 3 8)) \set Timing.measureLength = #(ly:make-moment 1/8) s8 \bar "" } >> |                                                             |
| Tiendelig              | Twee en drie   | << \relative { \omit Staff.Clef \override Staff.BarLine.color = #(rgb-color 0.972 0.976 0.98) \override Staff.BarLine.hair-thickness = #8 \time 22/16 \set Timing.measureLength = #(ly:make-moment 1/8) s8 \bar "" } >> | << \relative { \omit Staff.Clef \override Staff.BarLine.color = #(rgb-color 0.972 0.976 0.98) \override Staff.BarLine.hair-thickness = #8 \compoundMeter #'((9 9 4 16)) \set Timing.measureLength = #(ly:make-moment 1/8) s8 \compoundMeter #'((9 9 16) (4 16)) \set Timing.measureLength = #(ly:make-moment 1/8) s8 \bar "" } >> · << \relative { \omit Staff.Clef \override Staff.BarLine.color = #(rgb-color 0.972 0.976 0.98) \override Staff.BarLine.hair-thickness = #8 \compoundMeter #'((2 2 2 3 16) (2 2 2 3 16) (2 2 16))) \set Timing.measureLength = #(ly:make-moment 1/8) s8 \bar "" } >> | Bulgaarse volksmuziek                                       |

### Combinaties van teleenheden binnen een maat
| Omschrijving                                         | Voorbeeld | Voorbeelden van gebruik |
| ---------------------------------------------------- | --- | ----------------------- |
| Twee kwartnoten en drie achtste noten in een maat    | << \relative { \omit Staff.Clef \override Staff.BarLine.color = #(rgb-color 0.972 0.976 0.98) \override Staff.BarLine.hair-thickness = #8 \compoundMeter #'((2 4) (3 8)) \set Timing.measureLength = #(ly:make-moment 1/8) s8 \bar "" } >>  |                         |
| Een maat met een toevoeging van een korte tijdwaarde | << \relative { \omit Staff.Clef \override Staff.BarLine.color = #(rgb-color 0.972 0.976 0.98) \override Staff.BarLine.hair-thickness = #8 \compoundMeter #'((3 4) (1 16)) \set Timing.measureLength = #(ly:make-moment 1/8) s8 \bar "" } >> | Valeur ajoutée          |

### Maatsoorten met divisieve ritmes
Een maatsoort heeft een divisief ritme als hij in delen met een gemiddeld ritme kan worden verdeeld. Samengestelde regelmatige maatsoorten zijn daarom altijd divisief. Sommige vormen van een onregelmatige tienachtste maat zijn ook divisief.
Ook frases kunnen een divisief ritme hebben. Dan zijn frases of maatgroepen in ritmisch gelijke periodes te verdelen. Veel klassieke werken met onregelmatige maatsoorten zijn divisief. Voorbeelden zijn te vinden in barokmuziek en in veel balkanmuziek.
Volgens een derde zienswijze hoeven de delen waarin een maat verdeeld kan worden, niet gelijk te zijn. Een vijfkwartsmaat kan dan verdeeld worden in een deel van twee tellen en een deel van drie tellen. In die zienswijze is een vijfkwartsmaat een asymmetrische divisieve maatsoort. Hetzelfde geldt voor zevenkwartsmaten, enzovoorts.

### Maatsoorten met additieve ritmes
Sommige barok- en exotische muziek kan niet in delen met een gelijk ritme opgedeeld worden. Dan is het ritme additief. Een voorbeeld is de volgende reeks maten: 3/8 + 2/8 + 2/8 + 3/8 + 5/16 + 2/8 + 6/8 + 3/4 + 2/16.

## Complexe maatsoorten
In moderne muziek treft men wel complexere maatsoortnotaties aan, zoals 2/5, 3/7, 17/12. Een 4/5 maat geeft 4 kwintoolkwartnoten per maat aan. Een 2/12 is een maatsoort met 2 trioolachtstennoten per maat. Voorbeelden staan in partituren van de componist Brian Ferneyhough.